# دانييل منديز
دانييل منديز (بالبرتغالية: Daniel Freire Mendes‏) (18 يناير 1981 بساو باولو في البرازيل - ) هو لاعب كرة قدم برازيلي في مركز الهجوم. لعب مع أتلتيكو ناسيونال وأيك سولنا وبوتافوغو ريغاتاس ونادي أولسان هيونداي ونادي كالمار ونادي ديجرفورس وغايس غوتنبرغ وMinnesota United FC (2010–2016) ‏.

## روابط خارجية
- دانييل منديز على موقع اتحاد السويد (السويدية)
- دانييل منديز على موقع دوري كوريا الجنوبية (الإنجليزية)
- دانييل منديز على موقع قاعدة بيانات كرة القدم.إي يو (الإنجليزية)
- دانييل منديز على موقع Soccerway.com (الإنجليزية)
- دانييل منديز على موقع عالم كرة القدم.نت (الإنجليزية)